# District (Pennsylvania)
District è una township degli Stati Uniti d'America, nella contea di Berks nello Stato della Pennsylvania. Secondo il censimento del 2000 la popolazione è di 1.449 abitanti.

## Società

### Evoluzione demografica
La composizione etnica vede una maggioranza della razza bianca (99,03%), seguita da quella afroamericana (0,41%) dati del 2000.
| township di District Popolazione |       |
| 2000                             | 1.449 |
| Stima al 2009                    | 1.579 |